# Rameldange
Rameldange är en ort i Luxemburg.   Den ligger i distriktet Luxemburg, i den centrala delen av landet, 9 kilometer nordost om huvudstaden Luxemburg. Rameldange ligger 317 meter över havet och antalet invånare är 682.
Terrängen runt Rameldange är platt åt sydost, men åt nordväst är den kuperad.  Runt Rameldange är det ganska tätbefolkat, med 166 invånare per kvadratkilometer.. Närmaste större samhälle är Luxemburg, 9,0 kilometer sydväst om Rameldange. 
I omgivningarna runt Rameldange växer i huvudsak blandskog.